# Campeonato Carioca de Futebol de 1980
O Campeonato Carioca de Futebol de 1980 foi a 83.ª edição da principal divisão do futebol no Rio de Janeiro e teve 14 participantes: Fluminense, Vasco, Flamengo, Botafogo, America, Bangu, Campo Grande, Olaria, Bonsucesso, Americano, Goytacaz, Serrano, Volta Redonda e Niterói.
Um turno classificatório inicial (seletiva) no mesmo ano indicou Olaria, Niterói e Volta Redonda para disputarem o Campeonato Carioca de 1980. Não confundir este Torneio Seletivo para o Campeonato Estadual de 1980 com a série B de 1980 (Taça Alfredo Curvelo).
Teve como campeão o Fluminense Football Club, após derrotar o Club de Regatas Vasco da Gama na grande final, pelo placar de 1 a 0, gol marcado pelo zagueiro Edinho, em uma bela cobrança de falta.
A média de público foi de 15.852 torcedores pagantes por jogo.

## Classificação

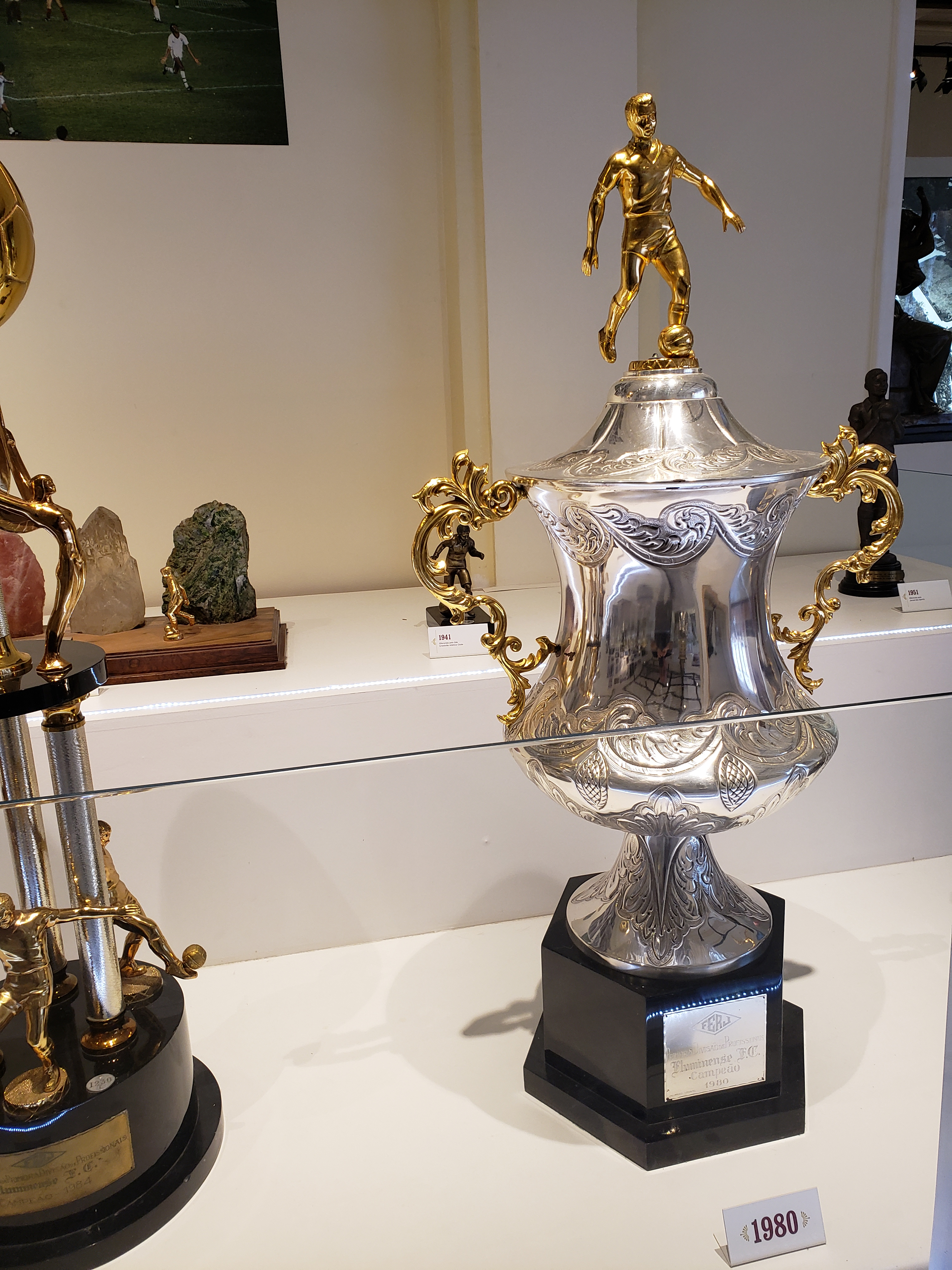
Taça do Carioca de 1980.

### Torneio Seletivo
| Pos | Time          | PG | J | V | E | D | GP | GS | SG |
| --- | ------------- | -- | - | - | - | - | -- | -- | -- |
| 1   | Olaria        | 9  | 6 | 4 | 1 | 1 | 5  | 1  | +4 |
| 2   | Niterói       | 7  | 6 | 2 | 3 | 1 | 8  | 5  | +3 |
| 3   | Volta Redonda | 6  | 6 | 1 | 4 | 1 | 7  | 7  | 0  |
| 4   | Friburguense  | 6  | 6 | 2 | 2 | 2 | 5  | 8  | -3 |
| 5   | Portuguesa    | 5  | 6 | 1 | 3 | 2 | 2  | 5  | -3 |
| 6   | Madureira     | 5  | 6 | 0 | 5 | 1 | 2  | 3  | -1 |
| 7   | São Cristóvão | 4  | 6 | 1 | 2 | 3 | 4  | 4  | 0  |

Friburgo e Costeira disputariam o torneio seletivo, mas não cumpriram as exigências da FFERJ sobre seus estádios.

### 1º Turno (TaçaJoão Coelho Netto - "Preguinho")
Os dez primeiros colocados estão classificados para o 2º Turno. O vencedor do 1º Turno está classificado para a Final. Os quatro últimos colocados foram rebaixados para a segunda divisão do mesmo ano.
| Classificação | Classificação | Classificação | Classificação | Classificação | Classificação | Classificação | Classificação | Classificação | Classificação |
| Pos           | Time          | PG            | J             | V             | E             | D             | GP            | GS            | SG            |
| ------------- | ------------- | ------------- | ------------- | ------------- | ------------- | ------------- | ------------- | ------------- | ------------- |
| 1             | Fluminense    | 21            | 13            | 9             | 3             | 1             | 26            | 9             | +17           |
| 1             | Vasco da Gama | 21            | 13            | 9             | 3             | 1             | 21            | 7             | +14           |
| 3             | Flamengo      | 19            | 13            | 7             | 5             | 1             | 23            | 8             | +15           |
| 4             | Botafogo      | 18            | 13            | 7             | 4             | 2             | 15            | 7             | +8            |
| 5             | Bangu         | 17            | 13            | 7             | 3             | 3             | 16            | 10            | +6            |
| 6             | Americano     | 13            | 13            | 4             | 5             | 4             | 15            | 14            | +1            |
| 7             | America       | 12            | 13            | 4             | 4             | 5             | 11            | 13            | -2            |
| 8             | Serrano       | 11            | 13            | 4             | 3             | 6             | 18            | 21            | -3            |
| 9             | Volta Redonda | 11            | 13            | 3             | 5             | 5             | 8             | 15            | -7            |
| 10            | Campo Grande  | 10            | 13            | 2             | 6             | 5             | 9             | 8             | +1            |
| 11            | Goytacaz      | 9             | 13            | 2             | 5             | 6             | 9             | 16            | -7            |
| 12            | Olaria        | 8             | 13            | 2             | 4             | 7             | 8             | 18            | -10           |
| 13            | Bonsucesso    | 7             | 13            | 2             | 3             | 8             | 7             | 18            | -11           |
| 14            | Niterói       | 5             | 13            | 1             | 3             | 9             | 9             | 31            | -22           |

#### Decisão do 1º Turno
26 de outubro de 1980 Fluminense 1-1 Vasco da Gama (Nos pênaltis: Fluminense 4-1 Vasco da Gama)

### 2º Turno (Taça Gustavo de Carvalho)
| Classificação | Classificação | Classificação | Classificação | Classificação | Classificação | Classificação | Classificação | Classificação | Classificação |
| Pos           | Time          | PG            | J             | V             | E             | D             | GP            | GS            | SG            |
| ------------- | ------------- | ------------- | ------------- | ------------- | ------------- | ------------- | ------------- | ------------- | ------------- |
| 1             | Vasco da Gama | 15            | 9             | 7             | 1             | 1             | 19            | 9             | +10           |
| 2             | Flamengo      | 14            | 9             | 6             | 2             | 1             | 21            | 11            | +10           |
| 3             | Campo Grande  | 11            | 9             | 5             | 1             | 3             | 8             | 7             | +1            |
| 4             | Bangu         | 10            | 9             | 5             | 0             | 4             | 10            | 7             | +3            |
| 5             | Serrano       | 9             | 9             | 4             | 1             | 4             | 7             | 10            | -3            |
| 6             | Fluminense    | 8             | 9             | 2             | 4             | 3             | 15            | 15            | 0             |
| 7             | Botafogo      | 8             | 9             | 3             | 2             | 4             | 10            | 11            | -1            |
| 8             | America       | 6             | 9             | 2             | 2             | 5             | 6             | 12            | -6            |
| 9             | Americano     | 5             | 9             | 1             | 3             | 5             | 8             | 16            | -8            |
| 10            | Volta Redonda | 4             | 9             | 2             | 0             | 7             | 13            | 19            | -6            |

## Decisão do Título
30 de novembro de 1980 Fluminense 1-0 Vasco da Gama
Local – Maracanã
Público - 108.957 pagantes
Renda - Cr$ 23.066.750,00
Árbitro – Arnaldo Cézar Coelho
Gol – Fluminense 1 a 0, Edinho aos 77'
Cartões amarelos: Mário, Dudu, João Luiz e Guina.
Fluminense – Paulo Goulart, Edevaldo, Tadeu, Edinho e Rubens Galaxe; Delei, Mário e Gilberto; Mário Jorge, Cláudio Adão e Zezé.
Técnico: Nelsinho.
Vasco da Gama – Mazaropi, Paulinho, Orlando, Ivan e Marco Antônio; Dudu, Guina (Peribaldo) e Marco Antônio Rodrigues; Catinha (João Luiz), Roberto Dinamite e Wilsinho.
Técnico: Zagallo.